# 한재학
한재학(韓在鶴, 1986년 6월 21일 ~ )은 대한민국의 제3대 충청북도 청주시의원이었다.

## 학력
- 가경초등학교 8회 졸업
- 수곡중학교 4회 졸업
- 세광고등학교 50회 졸업
- 충북대학교 정치외교학과 졸업
- 충북대학교 대학원 도시공학전공 석사과정 수료

## 경력
- 2018 의정지원센터 사무국장
- 더불어민주당 충북도당 청년위원회 정책분과위원장
- 행정안전부 정부혁신국민포럼 3·4기 운영위원
- 더불어민주당 20대 대통령선거 중앙선대위 조직본부 팀원
- 더불어민주당 전국청년당 지속가능발전분과위원회 청년봉사단 사무국장
- 2022.07 ~ 2023.10 제3대 충청북도 청주시의회 의원
- 2022.07 ~ 2023.10 제3대 충청북도 청주시의회 전반기 운영위원회 위원
- 2022.07 ~ 2023.10 제3대 충청북도 청주시의회 전반기 재정경제위원회 부위원장
- 2022.07 ~ 2023.10 제3대 충청북도 청주시의회 전반기 예산결산특별위원회 위원
- 2023.10.13 더불어민주당 제명

## 의원직 사퇴
- 2023년 10월 13일 민주당, 돌연 사퇴 한재학 전 청주시의원 ‘제명’

## 역대 선거 결과
| 실시년도 | 선거      | 대수 | 직책   | 선거구                  | 정당         | 득표수  | 득표율          | 순위 | 당락 | 비고           |
| -------- | --------- | ---- | ------ | ----------------------- | ------------ | ------- | --------------- | ---- | ---- | -------------- |
| 2022년   | 지방 선거 | 3대  | 시의원 | 충북 청주시 (자 선거구) | 더불어민주당 | 5,536표 | \| \| 28.03% \| | 2위  |      | 초선, 민선 8기 |
|          | 28.03%    |      |        |                         |              |         |                 |      |      |                |